# Lijst van markten in Paramaribo
Dit is een lijst van bestaande markten in Paramaribo, Suriname, met de marktdagen zoals die nu gelden, evenals met de producten die er vandaag de dag verkrijgbaar zijn. 
| Markt                    | tijdspanne                  | opgericht    | omschrijving | foto |
| ------------------------ | --------------------------- | ------------ | --- | ---- |
| Centrale Markt           | maandag tot en met zaterdag | 1933 (circa) | Grootste overdekte markt van het Caribische gebied. Verkoop van verse etenswaren, kleding, cosmetische producten, hobbyartikelen en uitlopende andere producten. |      |
| Vreedzaammarkt           | maandag tot en met zaterdag | 1989         | Producten uit de inheemse en marroncultuur, als kruiden, natuurlijk medicijnen en andere producten.                                                              |      |
| Soeng Ngie               | zondagochtend               | ?            | Chinese markt met verse producten, warme gerechten en snacks. |      |
| Clevia Park              | zondag                      | 2018         | Overdekte kraampjes met biologische landbouwproducten binnen een setting van een activiteiten- en recreatiepark.                                                 |      |
| De Tuin                  | zondagochtend               | 1970-1979    | Planten en orchideeën, verkoop door kwekers en liefhebbers. |      |
| The Craft Market         | dagelijks                   | 2016         | Ambachtelijke voorwerpen. |      |
| Kong Ngie Tong Sang      | zondagochtend               | 2011         | Chinese markt met verse etenswaren, kruiden en warme gerechten.                                                                                                  |      |
| Kwattamarkt              | woensdag, vrijdag en zondag | 1977         | Verse producten en aanvullende zoals kleding. |      |
| Markt-Zuid               | maandag tot en met zaterdag | 1959 (circa) | Verse producten, kleding, houtsnijwerk en souvenirs, met eromheen winkels.                                                                                       |      |
| Saoenahmarkt             | zondagochtend               | 1996         | Javaanse markt met verse producten, warme gerechten en snacks.                                                                                                   |      |
| Tourtonnemarkt           | zondag                      | ?            | Openlucht. Tweedehands producten, landbouwproducten, warme gerechten en snacks.                                                                                  |      |
| Haïtiaanse Eenheidsmarkt | vrijdag                     | 2017         | Kramen in de openlucht. Verkoop door Haïtiaanse Surinaamse boeren van met name aardvruchten, fruit en peper.                                                     |      |
| Wakapasi                 | dagelijks                   | 2019         | Wandelpromenade met verkoop vanuit cabana's van ambachtelijke producten, warme gerechten en dranken.                                                             |      |